# Hakea ulicina
Hakea ulicina är en tvåhjärtbladig växtart som beskrevs av Robert Brown. Hakea ulicina ingår i släktet Hakea och familjen Proteaceae. Inga underarter finns listade i Catalogue of Life.